# Liste der Abgeordneten im Kommunallandtag der Hohenzollernschen Lande 1913–1918
Diese Liste nennt die Abgeordneten im Kommunallandtag der Hohenzollernschen Lande in der achten Wahlperiode 1913–1918.

## Zusammensetzung
Der Fürst von Hohenzollern, Wilhelm von Hohenzollern hatte eine Virilstimme, eine weitere Stimme hatten die Fürsten von Fürstenberg, Max Egon II. zu Fürstenberg und Thurn und Taxis, Albert von Thurn und Taxis gemeinsam. Die Fürsten konnten sich im Kommunallandtag vertreten lassen und machten dies auch. Jeweils ein Abgeordneter wurde durch die Stadträte der Städte Sigmaringen und Hechingen gewählt. Je drei Abgeordnete wählten die Amtsversammlungen der vier Oberämter Sigmaringen, Hechingen, Gammertingen und Haigerloch.

## Liste
| Abgeordneter                 | Beruf                                                 | Wahlkörper                                    | Mandatsdauer |
| ---------------------------- | ----------------------------------------------------- | --------------------------------------------- | ------------ |
| Wilhelm Hülsemann            | Fürstlich Hohenzollernscher Hofkammerrat, Sigmaringen | Fürstenhaus Hohenzollern                      | 1913–1918    |
| Hugo Hirt                    | Fürstlich Fürstenbergischer Hofkammerrat, Sigmaringen | Fürstenhäuser Fürstenberg und Thurn und Taxis | 1913–1918    |
| Emil Belzer                  | Amtsgerichtsrat, Sigmaringen                          | Stadt Sigmaringen                             | 1913–1918    |
| Anton Reiser                 | Stadtbürgermeister, Sigmaringen                       | Stadt Sigmaringen                             | 1917–1918    |
| Friedrich Wallishauser       | Redakteur, Hechingen                                  | Stadt Hechingen                               | 1913–1918    |
| Peter Gsell                  | Rektor a. D., Stetten bei Hechingen                   | Oberamt Hechingen                             | 1913–1918    |
| Karl Schoenfeld              | Oberamtmann, Hechingen                                | Oberamt Hechingen                             | 1913–1916    |
| Dionys Riester               | Bürgermeister, Weilheim                               | Oberamt Hechingen                             | 1913–1917    |
| Johann Müller                | Bürgermeister, Burladingen                            | Oberamt Hechingen                             | 1917–1918    |
| Paul Paehler                 | Oberamtmann, Hechingen                                | Oberamt Hechingen                             | 1917–1918    |
| Heinrich von Schulz-Hausmann | Oberamtmann, Haigerloch                               | Oberamt Haigerloch                            | 1913–1914    |
| Johann Umbrecht              | Bürgermeister, Glatt                                  | Oberamt Haigerloch                            | 1913–1918    |
| Hermann Eger                 | Bürgermeister, Weildorf                               | Oberamt Haigerloch                            | 1913–1918    |
| Alfred Großpietsch           | Oberamtmann, Haigerloch                               | Oberamt Haigerloch                            | 1914–1918    |
| Carl Albrecht                | Bürgermeister, Haigerloch                             | Oberamt Haigerloch                            | 1913–1918    |
| Georg Koch                   | Bürgermeister, Wald                                   | Oberamt Sigmaringen                           | 1913–1918    |
| Fritz Heilig                 | Hirschwirt, Ostrach                                   | Oberamt Sigmaringen                           | 1913–1917    |
| Philipp Longard              | Oberamtmann, Sigmaringen                              | Oberamt Sigmaringen                           | 1913–1918    |
| Hermann Spindler             | Kaufmann, Ostrach                                     | Oberamt Sigmaringen                           | 1917–1918    |
| Karl Kloubert                | Oberamtmann, Gammertingen                             | Oberamt Gammertingen                          | 1913–1917    |
| Adolf Scherer                | Kaufmann, Trochtelfingen                              | Oberamt Gammertingen                          | 1913–1918    |
| Karl Löffler                 | Bürgermeister, Gammertingen                           | Oberamt Gammertingen                          | 1913–1918    |
| Josef Kempf                  | Bürgermeister, Inneringen                             | Oberamt Gammertingen                          | 1917–1918    |

## Landesausschuss
| Abgeordneter           | Beruf                                                 | Wahlkörper               | Mandatsdauer |
| ---------------------- | ----------------------------------------------------- | ------------------------ | ------------ |
| Wilhelm Hülsemann      | Fürstlich Hohenzollernscher Hofkammerrat, Sigmaringen | Fürstenhaus Hohenzollern | 1913–1919    |
| Anton Reiser           | Stadtbürgermeister Sigmaringen                        | Stadt Sigmaringen        | 1913–1919    |
| Karl Schoenfeld        | Oberamtmann, Hechingen                                | Oberamt Hechingen        | 1913–1918    |
| Karl Löffler           | Bürgermeister, Gammertingen                           | Oberamt Gammertingen     | 1913–1919    |
| Johann Umbrecht        | Bürgermeister, Glatt                                  | Oberamt Haigerloch       | 1916–1919    |
| Friedrich Wallishauser | Redakteur, Hechingen                                  | Stadt Hechingen          | 1918–1919    |
| Emil Belzer            | Amtsgerichtsrat, Sigmaringen                          | Stadt Sigmaringen        | 1918–1919    |

Vorsitzender von Kommunallandtag und Landesausschuss war Wilhelm Hülsemann.